# Roman Kummerer
Roman Kummerer (* 2. März 1985 in Wien) ist ein ehemaliger österreichischer Fußballspieler.

## Spielerkarriere

### Karrierebeginn in Wien
Kummerer begann seine Karriere beim SC Süßenbrunn. 1997 wechselte er in die Jugend des FK Austria Wien. Zur Saison 2000/01 schloss er sich dem FC Stadlau an. Im November 2002 debütierte er für die erste Mannschaft von Stadlau in der Regionalliga, als er am 14. Spieltag der Saison 2002/03 gegen den SKN St. Pölten in der Startelf stand. Im Mai 2003 erzielte er bei einem 5:2-Sieg gegen St. Pölten sein erstes Tor in der dritthöchsten Spielklasse. Bis Saisonende absolvierte er 18 Spiele für die Wiener in der Regionalliga, in denen er ein Tor erzielte, allerdings musste er mit dem Verein als 13. der Regionalliga Ost in die Wiener Stadtliga absteigen. In der Saison 2003/04 belegte Kummerer mit Stadlau den sechsten Platz in der Stadtliga.

### Wechsel ins Burgenland
Zur Saison 2004/05 wechselte er zum Regionalligisten SC-ESV Parndorf 1919. In seiner ersten Saison für die Burgenländer absolvierte er 20 Regionalligaspiele und erzielte dabei zwei Tore. Zu Saisonende wurde er mit Parndorf Vizemeister der Regionalliga Ost, auf den Aufstieg fehlten dem Verein vier Punkte. In der Saison 2005/06 konnte er mit dem Verein schließlich mit einem Punkt Vorsprung auf Vizemeister St. Pölten Meister werden und somit in die zweite Liga aufsteigen. In der Aufstiegssaison kam er zu 18 Einsätzen, in denen er zwei Tore erzielen konnte.
Nach dem Aufstieg debütierte Kummerer im August 2006 in der zweithöchsten Spielklasse, als er am ersten Spieltag der Saison 2006/07 gegen den SC Austria Lustenau in der Startelf stand. Im September 2006 erzielte er bei einem 1:0-Sieg gegen den FC Kärnten sein erstes Tor in der zweiten Liga. Bis Saisonende absolvierte er 31 Spiele in der zweiten Liga und konnte dabei drei Tore erzielen. Zu Saisonende belegte er mit dem Aufsteiger den neunten Tabellenrang. In der Saison 2007/08 kam er zu 28 Zweitligaeinsätzen, in denen er ein Tor erzielte. Zu Saisonende belegte er mit Parndorf jedoch den elften Tabellenrang, womit man nach zwei Jahren wieder in die Regionalliga absteigen musste.

### Über Wien in die Landesliga
Nach dem Abstieg wechselte Kummerer zur Saison 2008/09 zur zweitklassigen Zweitmannschaft des FK Austria Wien, für den er bereits in seiner Jugend gespielt hatte. Für Austria II absolvierte er in jener Saison 21 Spiele in der zweiten Liga, blieb dabei jedoch ohne Torerfolg. Zu Saisonende belegte er mit der Mannschaft den sechsten Tabellenrang. Nach einer Saison bei der Austria wechselte er zur Saison 2009/10 zum viertklassigen UFC Purbach. Mit Purbach beendete er jene Saison in der Landesliga Burgenland auf dem fünften Tabellenrang.

### Rückkehr nach Parndorf
Zur Saison 2010/11 kehrte er zu Parndorf zurück. In der ersten Saison nach seiner Rückkehr absolvierte er 22 Spiele für Parndorf in der Regionalliga Ost und erzielte dabei ein Tor. In jener Saison konnte er mit Parndorf Meister werden und somit in der Relegation um den Aufstieg spielen. In dieser scheiterte man jedoch nach zwei Niederlagen gegen den Zweitliga-Neunten First Vienna FC; Kummerer kam in beiden Relegationspartien über die volle Distanz zum Einsatz. In der darauffolgenden Saison 2011/12 kam er in 26 Regionalligaspielen zum Einsatz und erzielte dabei zwei Tore; Parndorf belegte zu Saisonende den vierten Tabellenplatz. In der Saison 2012/13 konnte er mit Parndorf erneut Meister werden; in jener Saison absolvierte er 29 Spiele und erzielte dabei zwei Tore. In der anschließenden Relegation besiegte man in beiden Spielen den Zweitliga-Tabellenletzten FC Blau-Weiß Linz und stieg somit in die zweite Liga auf. Kummerer kam in beiden Relegationsspielen über die volle Distanz zum Einsatz, im Rückspiel erzielte er zudem den Treffer zum 1:0-Endstand per Elfmeter. Nach dem Aufstieg kam er in der Saison 2013/14 zu 34 Zweitligaeinsätzen, in denen er drei Tore erzielte. Zu Saisonende belegte er mit Parndorf den neunten und somit vorletzten Tabellenrang, womit man in der Relegation um den Klassenerhalt spielen musste. In dieser scheiterte man jedoch gegen den Meister der Regionalliga Mitte, den LASK, nach einer Niederlage und einem Remis und musste somit wieder in die Regionalliga absteigen. Kummerer kam wie bereits in der Vorsaison in beiden Relegationspartien zum Einsatz. Kummerer ist neben Richard Stern der einzige Parndorfer Spieler, der in allen drei Zweitligaspielzeiten des Vereins Teil der Mannschaft war.
Nach dem Abstieg absolvierte er bis zum Ende der Saison 2014/15 28 Spiele in der Regionalliga und erzielte dabei zwei Tore. Mit Parndorf beendete er die Saison als Vizemeister hinter dem SC Ritzing. Da den Ritzingern allerdings die Lizenz für die zweithöchste Spielklasse verweigert worden war, durfte er mit Parndorf an der Relegation um den Aufstieg teilnehmen. In dieser scheiterte man jedoch wie in der Vorsaison am Meister der Regionalliga Mitte, dem SK Austria Klagenfurt, nach einem Sieg und einer Niederlage mit einem Gesamtscore von 5:3. Kummerer stand in beiden Spielen gegen die Kärntner einsatzlos im Kader. Somit nahm er mit den Burgenländern auch in der Saison 2015/16 an der Regionalliga teil, in der in jener Saison 15 Spiele absolvierte und dabei ohne Torerfolg blieb. Mit dem Aufstieg hatte man jedoch in dieser Saison nichts mehr zu tun, man beendete die Saison mit 27 Punkten Rückstand auf den Meister SV Horn als Siebter. Zu Saisonbeginn spielte Kummerer ausschließlich in der eine Spielklasse tiefer (Burgenlandliga) spielenden zweiten Mannschaft und brachte es dabei auf 14 Ligaeinsätze und ein -tor. In der Saison 2016/17 platzierte er sich mit der ersten Mannschaft von Parndorf auf dem neunten Tabellenrang. Kummerer absolvierte in jener Spielzeit 26 Regionalligaspiele und erzielte dabei ein Tor.
In der Saison 2017/18 kam er in 26 Spielen zum Einsatz und beendete jene Saison mit Parndorf auf dem 13. Tabellenrang. Nachdem er in der darauffolgenden Spielzeit in 24 Meisterschaftsspielen im Einsatz gewesen war und es mit dem Team auf den 13. Platz im Endklassement gebracht hatte, beendete er, mittlerweile 34-jährig, seine Karriere als Aktiver. Als eine von vier Mannschaften musste Parndorf am Ende dieser Saison den Weg in die Viertklassigkeit antreten.
Nachdem er zwei Jahre lang nicht mehr gespielt hatte, kehrte Kummerer im Sommer 2021 wieder kurzzeitig in den aktiven Fußballsport zurück. Er hinterlegte seinen Spielerpass beim USC Kirchberg am Wagram/Altenwörth, bei dem seit einem Jahr auch sein jüngerer Bruder Stefan aktiv war, und brachte es im Laufe der Saison 2021/22 auf zwölf Meisterschaftseinsätze in der siebentklassigen 1. Klasse Nordwest-Mitte und erzielte dabei zwei Treffer. Seitdem kam er nicht mehr für die Mannschaft zum Einsatz (Stand: November 2023).

## Karriere abseits des Fußballs
Seit seinem Wechsel zum SC-ESV Parndorf 1919 im Jahre 2010 ist der verheiratete Kummerer hauptberuflich als Schadensachbearbeiter in der NKS (Nicht-Kfz-Sparte) bei der Wiener Städtische Versicherung tätig.

## Privates
Sein jüngerer Bruder Stefan (* 1987) ist ebenfalls Fußballspieler, brachte es als solcher jedoch nicht über die Viertklassigkeit (Wiener Stadtliga und Niederösterreichische Landesliga) hinaus.